# Governo de Unidade Nacional (Quênia)
O Governo de Unidade Nacional, também conhecido como "grande gabinete de coalizão", foi uma designação para o governo de coalizão no Quênia de abril de 2008 a abril de 2013. Foi formado pelas negociações entre o líder do Movimento Democrático Laranja e candidato à presidência Raila Odinga e o líder do Partido da Unidade Nacional e candidato presidencial incumbente Mwai Kibaki, após a crise queniana de 2007-2008, que havia sido iniciada na sequência da polêmica eleição presidencial de 2007.
Kibaki continuou atuando como presidente enquanto Odinga aceitou um posto de primeiro-ministro não-executivo. O gabinete constituiu um recorde de 40 ministros e 52 vice-ministros de diferentes partidos políticos. O acordo para a criação do gabinete foi finalizado em 13 de abril de 2008, seguido pela nomeação de Odinga como primeiro-ministro em 14 de abril e o empossamento de todos os membros do gabinete em 17 de abril.